# Sewell (Wielka Brytania)
Sewell – osada w Anglii, w hrabstwie ceremonialnym Bedfordshire, w dystrykcie (unitary authority) Central Bedfordshire. Leży 28 km na południe od centrum miasta Bedford i 53 km na północny zachód od centrum Londynu.